# Spirits (T-SQUAREのアルバム)
『Spirits』（スピリッツ）は、T-SQUAREの29枚目のアルバム。 
2003年4月23日にリリースされた。 

## 解説
スクェア29枚目のオリジナルアルバム。
デビュー25周年を記念し、『TRUTH』発売当時のメンバー（安藤まさひろ、伊東たけし、和泉宏隆、則竹裕之、須藤満）が再集結。バンド名も当時の「THE SQUARE」名義でリリース。
サウンド・クオリティ追求のためDSDでレコーディング、ミックス・ダウン。
これまで伊東たけし復帰後はアルバムでの使用頻度が減っていたウインドシンセサイザーが再び多くなり、本作では10曲中5曲がEWI曲となっている。
後にメンバーとなる河野啓三が初めてアルバムに参加した。
河野はキーボード以外に「EUROSTAR〜run into the light〜」「DOORS」の編曲も担当。
初回生産限定盤は2枚組。
ボーナスディスクは公式サイトの期間限定コンテンツを見るためのConnecteD対応CDでもあった。

## 収録曲
1. 風の少年 - 安藤まさひろ作曲
2. ONCE IN A LIFETIME - 安藤まさひろ作曲
3. EUROSTAR 〜run into the light〜 - 則竹裕之作曲
4. GETTING OVER - 安藤まさひろ作曲
5. DOORS - 伊東たけし作曲
6. TRUE LOVE - 和泉宏隆作曲
7. 7 MILES BRIDGE - 安藤まさひろ作曲
8. REFLECTION - 安藤まさひろ作曲
9. THE END OF THE SUMMER - 須藤満作曲
10. GLORIOUS ROAD - 和泉宏隆作曲

 初回限定ボーナスディスク 
1. TRUTH RESONANCE-T MIX (TV ON AIR ORIGINAL VERSION) - 安藤まさひろ作曲、RESONANCE-T編曲
2. SOUND COLLAGE - 安藤まさひろ、伊東たけし、和泉宏隆、須藤満、則竹裕之作曲

## ミュージシャン
- THE SQUARE
  - 安藤まさひろ -  Acoustic and Electric Guitars
  - 伊東たけし - Alto Sax, EWI, Soprano Sax and Flute
  - 和泉宏隆 - Acoustic Piano and Keyboards
  - 則竹裕之 - Drums
  - 須藤満 - Bass

- Guest Musicians
  - 河野啓三 - Keyboards
  - エリック・ミヤシロ - Trumpet(Track-10)
  - 西村浩二 -Trumpet(Track-10)
  - 中川英二郎 - Trombone(Track-10)
  - 鈴木明男 - Alto Sax(Track-10)
  - アンディ・ウルフ - Tenor Sax(Track-10)